# سيكو كويتا
سيكو كويتا (بالفرنسية: Sekou Koita)‏ (مواليد 28 نوفمبر 1999) هو لاعب كرة قدم مالي يلعب كمهاجم في نادي ريد بول سالزبورغ.

## روابط خارجية
- سيكو كويتا على موقع الاتحاد الأوربي (الإنجليزية)
- سيكو كويتا على موقع قاعدة بيانات كرة القدم.إي يو (الإنجليزية)
- سيكو كويتا على موقع ليكيب (الفرنسية)
- سيكو كويتا على موقع ناشيونال فوتبول تيمز (الإنجليزية)
- سيكو كويتا على موقع Soccerway.com (الإنجليزية)
- سيكو كويتا على موقع عالم كرة القدم.نت (الإنجليزية)